# Babuna (gmina Wełes)
Babuna (mac. Бабуна) – wieś w centralnej Macedonii Północnej, administracyjnie i terytorialnie należąca do gminy Wełes. Według stanu na 2002 rok jej liczebność wynosiła 24 mieszkańców.
Według danych ze spisu powszechnego przeprowadzonego w 2002 roku, wieś Babuna zamieszkiwały 24 osoby, wszystkie (100%) deklarujące narodowość macedońską.